# جون إريك هيدبيرغ
جون إريك هيدبيرغ (بالفنلندية: Johan Hedberg)‏ هو رسام فنلندي، ولد في 9 مارس 1767 في ستوكهولم في السويد، وتوفي في 9 أغسطس 1823 في توركو في فنلندا.